# St. Johnsville (Nowy Jork)
St. Johnsville – miasto w Stanach Zjednoczonych, w stanie Nowy Jork, w hrabstwie Montgomery.